# Raymond Ferrando
Pour les articles homonymes, voir Ferrando.
Compléments
Officier de la Légion d'honneur, Officier des Palmes académiques, Commandeur du Mérite agricole
Raymond Ferrando, né le 3 mars 1912 à Constantine (Algérie) et mort le 31 octobre 1997 à Lyon, est un vétérinaire français qui fut professeur d’alimentation animale à l’École nationale vétérinaire de Lyon, puis à celle d’Alfort.

## Biographie
Raymond Ferrando est né au sein d’une famille d’authentiques et fortunés « Pieds-noirs ». Il perdit son père à l’âge de 5 ans et fut donc élevé par sa mère. Par sa mère également, il est cousin avec l'acteur Jacques Monod.
Après des études secondaires classiques chez les Jésuites d’Alger, et l’obtention du baccalauréat, il intégra l’École nationale vétérinaire de Lyon en 1932. Il en sortit en 1936 pour intégrer l’École de cavalerie de Saumur, qu’il quitta pour rejoindre après concours, en 1939, l’École nationale vétérinaire de Lyon en tant que chef de travaux de Zootechnie, hygiène et alimentation.
En 1939, il est mobilisé et rejoint Beyrouth où il resta jusqu’en 1940. Il regagne ensuite l’École nationale vétérinaire de Lyon où il se forma tout en assurant un enseignement à l’École d’agriculture de Cibeins. En 1945, il se présenta et fut reçu au concours d’agrégation dans la discipline Zootechnie, hygiène et alimentation.
Parallèlement à l’enseignement vétérinaire, il acquit des certificats à la Faculté des sciences de Lyon (chimie biologique, physiologie générale) et prépara une thèse de doctorat ès sciences sur les relations entre la vitamine A et les phénomènes de détoxification, qu’il soutint en 1952. Il resta à l’École de Lyon jusqu’en 1955 et fut alors appelé à l’École d’Alfort en tant que Maître de conférences, en fondant la toute première chaire de Nutrition et alimentation des animaux domestiques.
En 1957, il devint professeur titulaire de cette chaire et, remarqué par son dynamisme et ses capacités de travail, il fut nommé directeur de cette École qu’il dirigea d’une main ferme jusqu’en 1964.
Au-delà des charges d’enseignement qu’il assuma avec talent jusqu’à sa retraite, en 1980, en véritable « patron », il sut former et s’adjoindre de nombreux enseignants et collaborateurs dont Joseph Froget, Roger Wolter, Denis Fromageot, Yves Soyeux, Jean-Pierre Tillon, Patrick Nguyen, Dominique Grandjean, sans oublier divers confrères étrangers : Nicolas Katsaounis, Lamine Ndiaye, Apolinario Vaz Portugal.

## Réalisations et publications

### Activité scientifique
La production scientifique de Raymond Ferrando comprend plus de 450 notes, articles et ouvrages, publiés en général en langue française, dans des revues françaises ou étrangères mais francophones.
Le premier champ d’action a été l’alimentation animale, en rédigeant de nombreux livres destinés aux étudiants (mais pas seulement), fixant ainsi le cadre de cette nouvelle discipline qu’était alors l’alimentation des animaux domestiques en tant que telle.
La recherche qui a constamment sous-tendu l’œuvre de R. Ferrando peut s’articuler en plusieurs rubriques :
- la vitamine A dans ses fonctions nutritives et en relation avec les phénomènes de détoxication, d’immunologie, de résistance aux maladies parasitaires ;
- l’équilibre alimentaire, en précisant les liens unissant le métabolisme phospho-calcique et celui des protéines (Ruminants) ;
- les relations entre l’alimentation des animaux et la qualité de leurs productions (l’œuf, la viande, le lait) ;
- les additifs alimentaires, apparus avec l’intensification des productions et parallèlement l’évaluation de leurs résidus. En 1972, avec le professeur René Truhaut, il proposa et mit au point une nouvelle technique pharmacologique, dite de la « toxicité de relais », afin d’évaluer, d’une part, l’effet exercé globalement sur l’animal d’élevage par les additifs et, d’autre part, l’innocuité de la consommation des parties comestibles de ces animaux par l’homme, après avoir administré ces parties comestibles à des animaux de laboratoire sur lesquels on en recherche les effets[3] ; cette technique passa rapidement dans les critères de ces « adjuvants » de la croissance animale. Pour mener à bien ces travaux, fut créée une « Commission interministérielle et interprofessionnelle de l’alimentation animale » dite CIIAA dont Raymond Ferrando assura la présidence et le dynamisme pendant plus de vingt ans ;
- les conséquences des conditions de stockage des matières premières sur le développement de moisissures toxiques et des traitements industriels des aliments sur leur qualité, qu’il s’agisse de la chaleur, du froid, de la «Rad-appertisation », de l’extrusion, etc.

Véritable « bourreau de travail », Raymond Ferrando disposait d’une bibliographie énorme, rédigée jour après jour de sa propre main, rassemblant et résumant à peu près tout ce qui concernait sa discipline.
La liste des publications figure dans les annuaires académiques de l’Académie vétérinaire et de l’Académie de médecine.

### Contribution au développement des enseignements agronomique et vétérinaire
Raymond Ferrando s'impliqua fortement dans l'organisation de l'enseignement agricole en tant que membre du Comité supérieur de l'Enseignement agricole (1961-1963). Chaud participant d'un rapprochement des enseignements agronomique et vétérinaire, il contribua à la création de l'Institut Agro Vétérinaire de Tananarive en 1962 et à celle, en 1970, de l'Institut agronomique et vétérinaire Hassan II  à Rabat.

## L’enseignant
Raymond Ferrando aimait enseigner et aimait ses élèves. Il avait l’esprit clair et n’hésitait pas (alors que cela n’était pas encore à la mode) à utiliser des moyens pédagogiques nouveaux pour illustrer et asseoir ses cours. Cet « audio-visuel » avant la lettre avait d’heureux effets, et la plupart de ses élèves s’en souviennent bien.
Rigoureux, il était exigeant aux examens, tout en en restant à l’essentiel. Mais sa stature et son autorité naturelle en imposaient aux élèves les plus téméraires ; son jugement était sans appel, fut-il parfois sévère.
Il avait perçu l’intérêt de faire appel à des spécialistes pour étayer certaines parties du cours ; ainsi en était-il de la botanique, de l’agronomie, de l’industrie de l’alimentation animale, entre autres.
Parmi les premiers, il organisa - pour les élèves - des visites d’usine et des stages professionnels qui attestèrent, pour ceux qui en bénéficièrent, de l’importance des liens entre l’enseignement et l’industrie connexe.

## Académies, sociétés savantes, distinctions
Le professeur Raymond Ferrando ne détestait pas les honneurs et ses mérites lui en valurent de nombreux.
Il fut membre (et président) de l’Académie vétérinaire, de l’Académie de Médecine et de l'Académie d’Agriculture, membre titulaire ou associé de plusieurs sociétés savantes étrangères, tant en Europe que dans le Nouveau monde.
Appelé à l’étranger pour y faire des conférences remarquées, il en fut récompensé par d’innombrables médailles, décorations, distinctions qui lui faisaient un réel plaisir.
Il participa également à de multiples commissions scientifiques où il avait à cœur de faire « avancer » les choses, grâce à son érudition et à son autorité.

### Notices d'autorité
Système universitaire de documentation,Bibliothèque nationale de France,